# Godebert M. Reiß
Godebert Michael Reiß (* 1. März 1937 in Rheinhausen/Niederrhein, zu Duisburg; † 3. Oktober 2023) war ein deutscher Antiquar und Buchauktionator. Von 1970 bis 2016 war er Inhaber seines eigenen Buchauktionshauses.

## Leben
Nach Abitur 1957 und Studium der Geschichte und Klassischen Philologie begann er 1960 ein Volontariat in der Antiquariatsabteilung der Buchhandlung Stern Verlag Janssen & Co. in Düsseldorf, deren Leitung er nach zwei Jahren übernahm. 1966 bis 1970 war er Mitinhaber des Braunschweiger Buchauktionshauses Wolfgang Brandes. 1970/71 gründete er in Mainz das Auktionshaus Godebert M. Reiß, ab 1975 Reiß & Auvermann in Glashütten/Taunus. 1989 trennte er sich von seinem Partner Detlev Auvermann und übersiedelte nach Königstein/Taunus. Ab 1995 gehörte ihm Reiß und Sohn mit seinem Sohn Clemens Reiß (* 1964) als Partner. 2016 übergab er an den Sohn und schied aus der Firma aus.
Durch die Versteigerung großer Sammlungen wie Brito (Entdeckerliteratur seit dem 15. Jahrhundert), die Bibliothek der Grafen von Schönborn-Buchheim, die Fürstlich Fürstenbergische Hofbibliothek in Donaueschingen oder die Bibliothek des Industriellen Hans L. Merkle, gelang der Firma der Aufstieg zu einem der weltweit beachteten Buchauktionshäuser.
Von 1976 bis 1979 und 1986 bis 1989 war Reiß Vorsitzender des Vorstandes des Verbandes deutscher Antiquare (VdA). 1991 bis 1992 war er Vizepräsident der International League of Antiquarian Booksellers (ILAB).

## Publikationen (Auswahl)
- Von Büchern und Büchernarren. Erinnerungen eines Antiquars. Edition Vincent Klink, Stuttgart 2017, ISBN 978-3-927350-55-7.
- 50 weiße Elefanten. Alte Bücher und Landkarten, die meine Welt bewegten. Verlag Bramann, Frankfurt 2018, ISBN 978-3-95903-000-7